# Australisk lärkfalk
Australisk lärkfalk (Falco longipennis) är en fågel i familjen falkar inom ordningen falkfåglar.

## Utseende
Australisk lärkfalk är en liten och mörk falk med roströd undersida och mörkgrå till svartaktig ovansida. Vingarna är långa, smala och spetsiga. En svart teckning täcker kind, öga och hjässa (dock i mindre utsträckning än hos pilgrimsfalken).

## Utbredning och systematik
Australisk lärkfalk delas in i tre underarter:
- Falco longipennis hanieli – förekommer i Små Sundaöarna (Lombok till Timor)
- Falco longipennis murchisonianus – förekommer i norra, centrala och östra Australien
- Falco longipennis longipennis – förekommer i sydvästra och sydöstra Australien samt Tasmanien; delvis flyttfågel som flyttar norrut vintertid till Moluckerna, Nya Guinea och Niu Briten

## Levnadssätt
Australisk lärkfalk hittas i en rad olika typer av öppna miljöer, inklusive urbana områden. Den fångar sina byten i flykten, huvudsakligen fåglar.

## Status och hot
Arten har ett stort utbredningsområde och tros öka i antal. Internationella naturvårdsunionen IUCN listar den därför som livskraftig (LC).

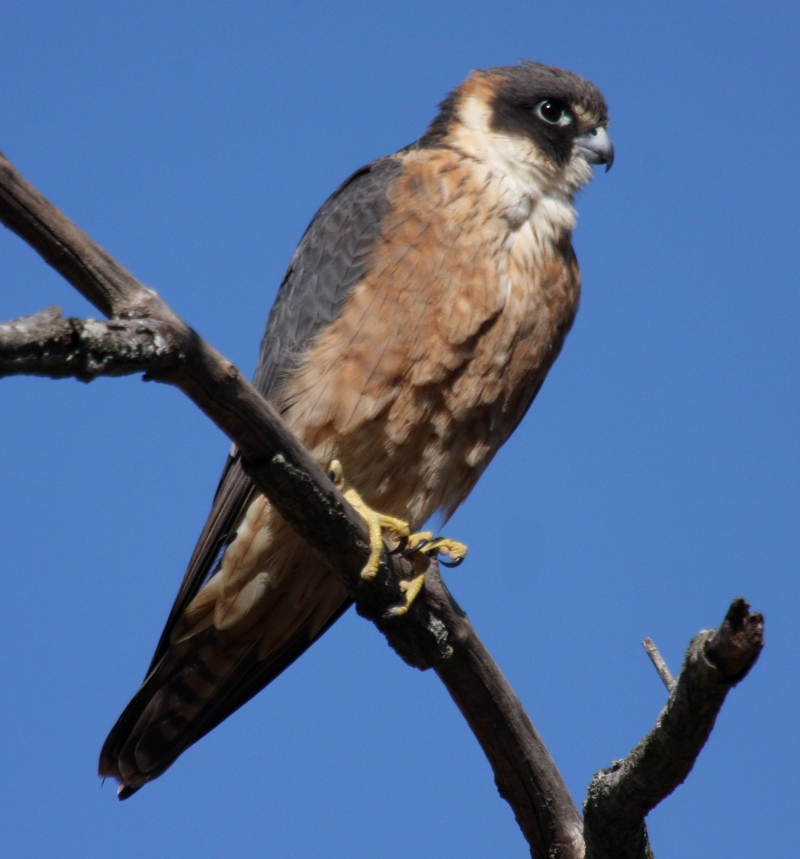